# أمبروسينا
أمبروسينا هو جنس من عائلة لوفية يتكون من نوع واحد فقط هو أمبروسينا باسي، والجنس الوحيد في قبيلة أمبروزينيا. هذا النوع هو أصغر كائن أرضي في البحر الأبيض المتوسط، حيث يصل طوله إلى 8 سم فقط. وعادة ما تنمو في الغابات على الوجوه الشمالية لسفوح التلال وفي التربة الدبالية التي تغطي الحجر الجيري. تتوزع في سردينيا، وكورسيكا، وصقلية، وجنوب اليابسة الإيطالياَ، وتونس، والجزائر.

## وصف
يحتوي أمبروسينا باسي على أوراق بيضاوية يبلغ طولها من 3.5 إلى 6 سم وتشبه أوراق العديد من شتلات لوفية. يبلغ طول الإزهار (نورة زهرية) 2.5 سم وله قنابة غير عادية . يكون شكل قنابة مثل البيضة ولونها بني مخضر مع وجود نقاط عليها. داخل قنابة على شكل بيضة مقسم إلى غرفتين. تحتوي إحدى الغرفتين على زهرة أنثوية واحدة وفي الأخرى تحتوي على 8 إلى 10 زهور ذكرية. تحتوي البذور على الجسيم الإيليوسومي. ومع ذلك، نادرًا ما تتشكل البذور، حيث يُظهر هذا النوع معدل تكاثر منخفض.

### لقاح
يبلغ حجم حبوب اللقاح غير المفتوحة 26-50 ميكرومتر. وهي تتوزع على شكل حبة واحدة (أحادية).

## علم الوراثة السكانية
أمبروسينا هو الممثل الوحيد لجنسه وهو فريد من نوعه. لقد ثبت أنه يحتوي على نسبة عالية من الزيجوت المتغاير، حيث أنه يحتوي في المتوسط على موقعين لكل أليل. تمثل البيانات أن التباين الوراثي يعزى إلى الاختلافات بين السكان من مناطق جغرافية مختلفة. كما أن التجزئة المحلية البشرية المنشأ لم تسبب أي وقت للانجراف الوراثي أو التهجين لتآكل التنوع الجيني، مما أدى في النهاية إلى توليد اختلافات بين المجموعات السكانية. حجم التجمع الفعال منخفض في التجمعات الطبيعية.

## علم تطور السلالات
يرتبط ارتباطًا وثيقًا بأجناس أريساروم وبيلتاندرا وتيفونودروم. أمبروسينا هي المجموعة الشقيقة لأريساروم، والتي انفصلت عنها منذ حوالي 46.1 مليون سنة.

## التصنيف

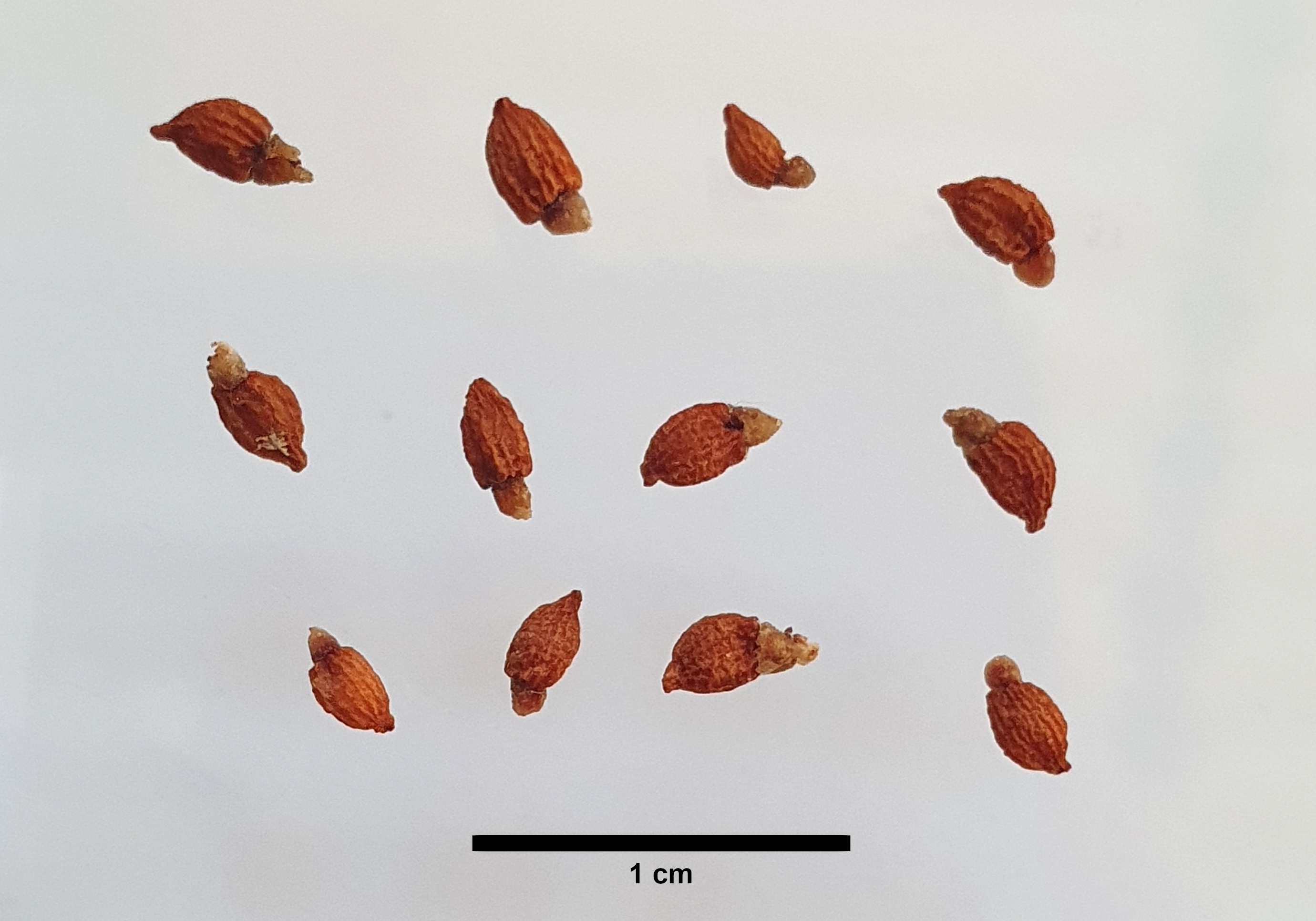
بذور أمبروسينا باسي.

### صِنف
الجنس أحادي النمط ويتكون فقط من أمبروسينا باسي.

### أصناف
وقد تم وصف الأنواع الثلاثة التالية:
- أمبروسينا باسي فار. أنجوستيفوليا جوس.
- أمبروسينا باسي فار. ماكولاتا (أوكريا) بارل.
- أمبروسينا باسي فار. شبكي (تينيو) بارل.شتلات أمبروسينا باسي.

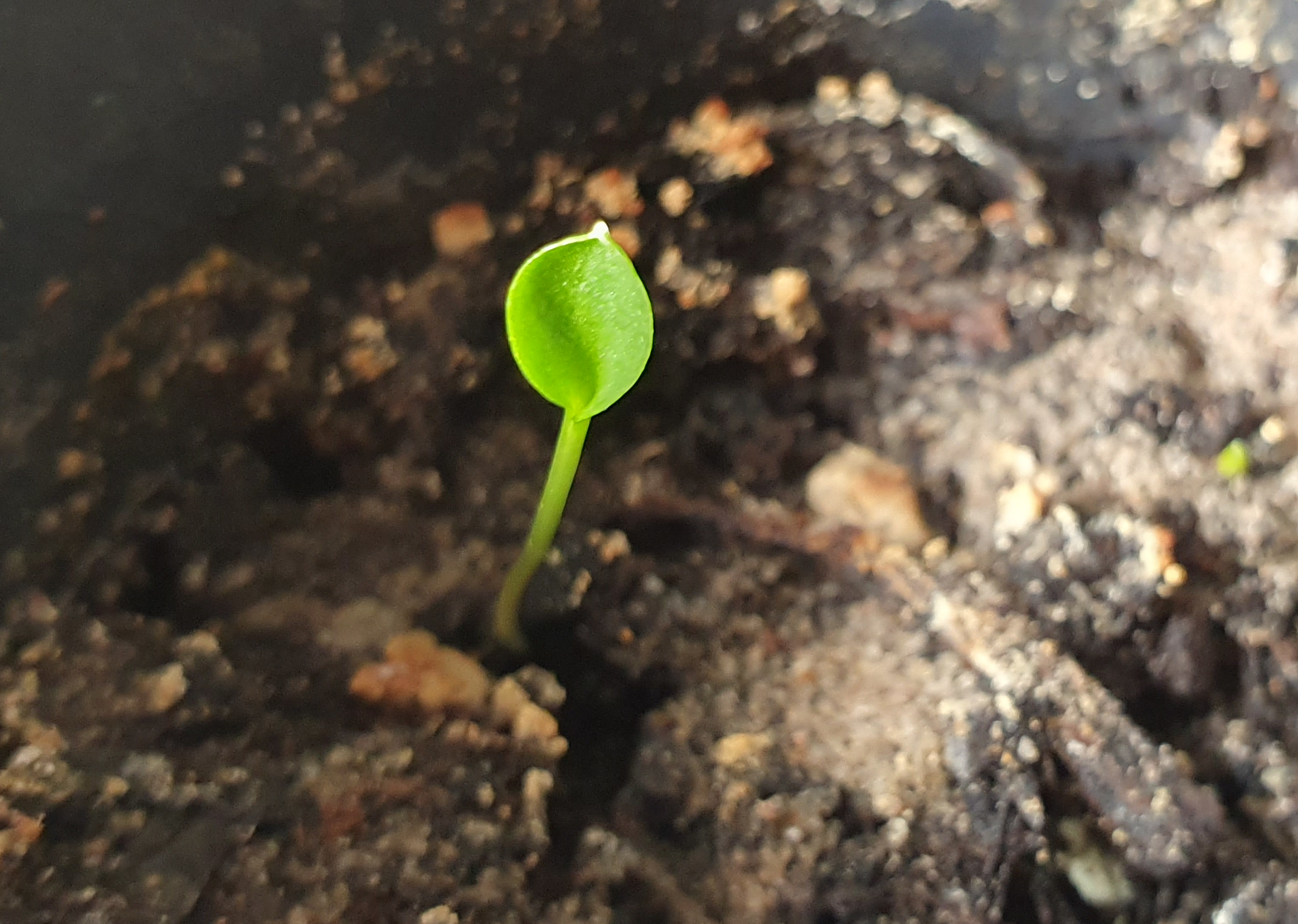
شتلات أمبروسينا باسي.

إلا أنه لم يتم قبول أي منها.

### الأنواع السابقة
نقل أنواع متعددة من جنس أمبروسينا إلى كربتو كرين:
- أمبروسينا الهدبية سبرينج. هو مرادف لـ أهداب كربتو كرين فار . أهداب[9]
- أمبروسينا أهداب روكسب. هو مرادف لـ كربتو كرين ريتروسبيراليس روكسب [10]
- أمبروسينا ريتروسبيراليس روكسب. هو مرادف لـ كربتو كرين ريتروسبيراليس روكسب[11]
- أمبروسينا روكسبورجيانا فويجت هو مرادف لـ كربتو كرين ريتروسبيراليس روكسب[11]
- أمبروسينا حلزوني (ريتز.) روكسب. هو مرادف لـ الكربتو كرين الحلزوني. وايدلر السابق[12]
- أمبروسينا أحادي القرن روكسب . هو مرادف لـ كربتو كرين ريتروسبيراليس روكسب[11]

## علم البيئة

### تفتح الازهار
تتفتح الازهار عن طريق نبع الربيع، امبيدي، أبو مقص، العث من أجناس بنتهاليوس أو بدلا، والديدان الألفية.

### نثر البذور
البذور جذابة للنمل، حيث أن البذور مغلفة بمادة إليوسومية صالحة للأكل. وبسبب هذا الغلاف الصالح للأكل، يقوم النمل بتفريق البذور.

### بيئة الطفيليات
قد تتأثر أوراق نبات الأمبروسينا بالبقع ذات اللون البني المحمر، وبقع الأوراق الكبيرة بحجم 0-1 مم والتي تسببها الفطريات المسببة للنبات إنتيلوماستر ديتيليانوس (بوباك) فانكي وآر جي. شيفاس (مزامنة. إنتيلوما ديتيليانوم بوباك). تضمنت العديد من الجراثيم الكبيرة بحجم 10-16 ميكرومتر داخل بقع الأوراق. هذا المرض الفطري خاص بعائلة لوفيات.

### علم أصول الكلمات
الاسم العام أمبروسينا تكريم للاخوين بارتولوميو أمبروسيني (1588–1657) وجاسينتو أمبروسيني (1605–1671).

### المحافظة عليها
على الرغم من إدراجه ضمن الأنواع الأقل إثارة للقلق في القائمة الحمراء للأنواع المهددة بالانقراض الصادرة عن الاتحاد الدولي لحفظ الطبيعة، فهو محمي قانونيًا في فرنسا.